# Damián Ibarguren Gauthier

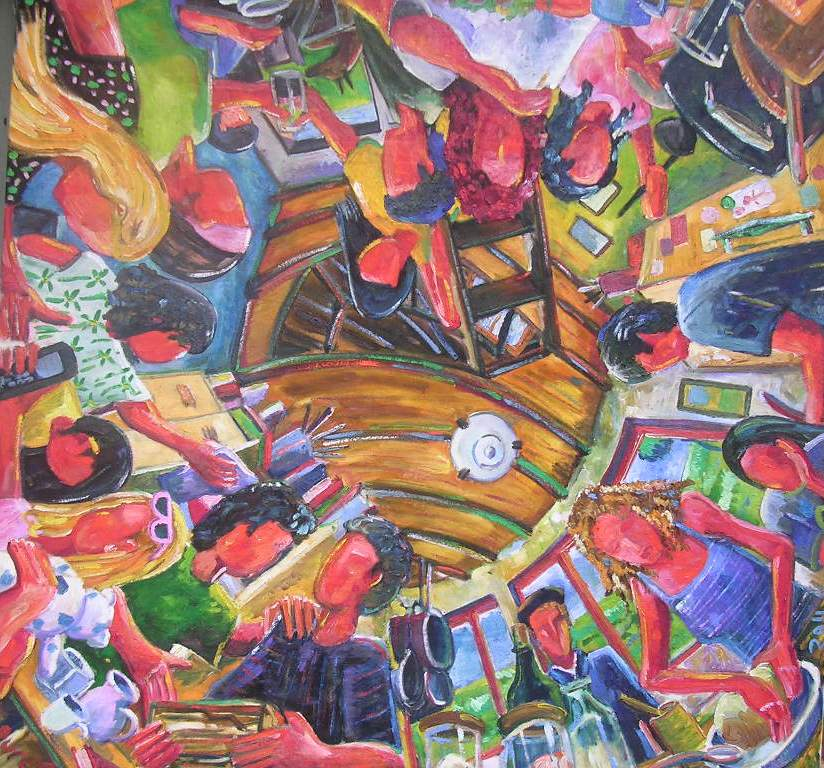
Mi sueño

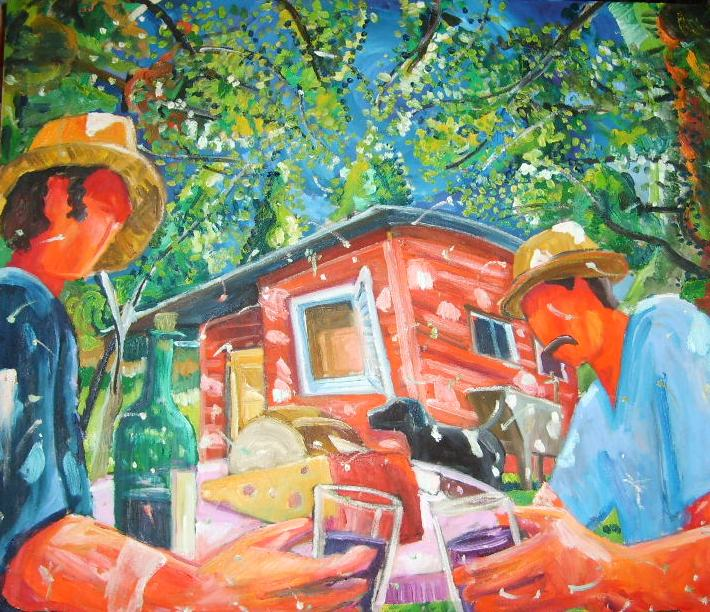
Los sombreros

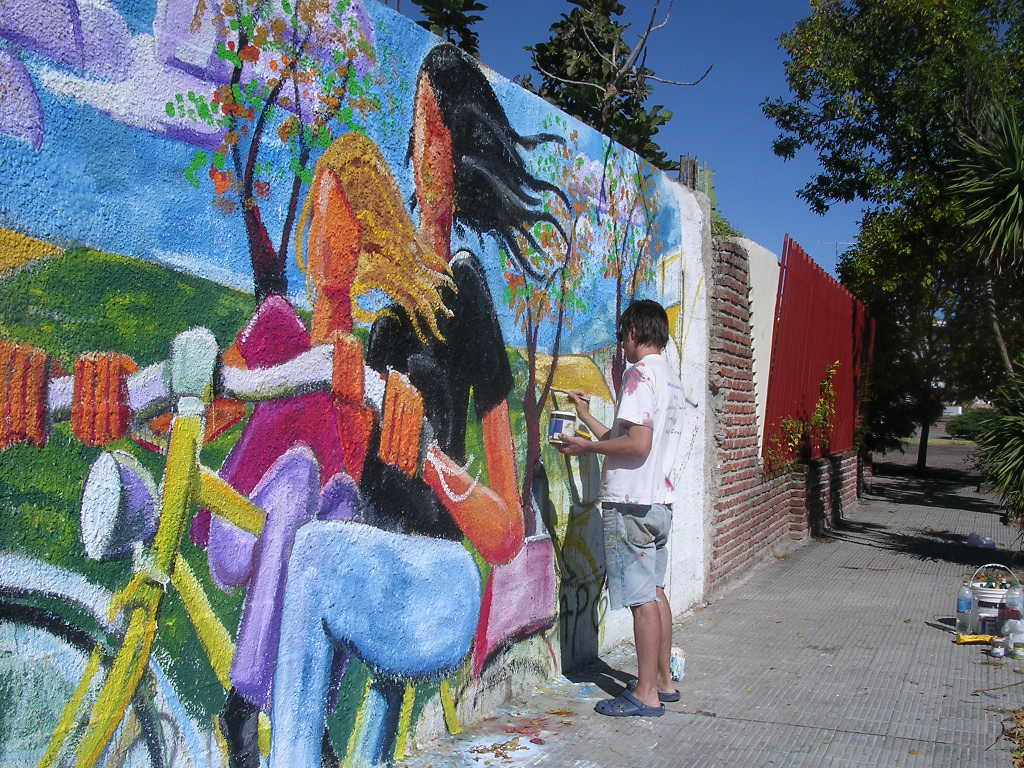
Mural en Fray Bentos

Damián Ibarguren Gauthier (n. Fray Bentos,  Río Negro, Uruguay, 1970 ) es un pintor y muralista uruguayo. Desde 1993 trabaja como dibujante técnico, modelador 3D y animador.

## Formación
En su infancia habitó en Paraná (Entre Ríos) y en San Justo (La Matanza).
De 1980 a 1985 residió con sus padres y hermana en Ronneby, Suecia, donde recibió las primeras clases de dibujo y pintura de su padre, también pintor. Participó además en varios talleres de pintura del ámbito escolar.
En 1985, después de la restauración de la democracia en Uruguay, regresó a Fray Bentos. En 1990 se trasladó a Montevideo para ingresar a la Facultad de Arquitectura (Universidad_de_la_República). No tuvo formación académica en pintura, pero participó en talleres de dibujo y de pintura, en Montevideo con Lilyan García (2005-2006), en Buenos Aires con Marcela Corti (2007-2009) y en el Museo de Bellas Artes de Caracas (Venezuela) con Abilio Padrón (2009-2010).

## Obra
Sus primeras obras fueron, en su mayoría, pintadas sobre cartón, pasando luego a la tela, sujetada a una base rígida para poder trabajar a modo de cartón. Ha realizado exposiciones individuales y colectivas en Uruguay, Argentina, Suecia, España, Irlanda y Líbano y sus cuadros suyos se exhiben en galerías de Irlanda, España y Argentina. Entre sus exposiciones individuales se pueden destacar  Cuando lleguemos está mamá (2012), en el Palacio Legislativo de Montevideo (Uruguay) y Rêves en couleurs depuis l'Uruguay, en la Universidad Saint-Esprit de Kaslik (Beirut, Líbano)
Ha realizado más de veinte murales en Uruguay y dos en Líbano. Entre ellos, cabe mencionar En La Iglesia, en la fachada de la iglesia de Algorta. (Río Negro) y Almacén de Ramos Generales, ambos premiado por la ONU en un concurso destinado a difundir el 60° aniversario de la Declaración Universal de los Derechos Humanos; Uruguay, en el Acceso Escuela de Uruguay en
Jisr el-Wati (Líbano) y Libaneses en Uruguay, en un edificio público de la plaza central en Dar Baachtar (Líbano) En El Mundo, realizado en la fachada principal de una escuel aen Casa Blanca (Paysandú, Uruguay) contó con la colaboración de los artistas Mario Sarabí, Ángel Juárez y Rito Rodríguez. En diciembre de 2013 realizó La mesa de la felicidad en San Gregorio de Polanco, Tacuarembó (Uruguay), por invitación de la comisión de “20 años en un año”
()

## Otras actividades
En octubre de 2008 organizó un encuentro internacional de pintura llamado “Duelo de Pintores" realizado en Piedras Coloradas (Paysandú), en el que participaron 32 pintores de Argentina, Chile y Uruguay.